# آرمار مشهدلو
آرمار مشهدلو یا مشهدلو یکی از روستاهای بخش مرکزی شهرستان گرمی استان اردبیل در نزدیکی مرز ایران و جمهوری آذربایجان است.

## جغرافیا
روستای مشهدلو در ساحل رودخانه تولون (تولون چای) واقع شده که از جنوب به روستای تولون و سلیمانلو و از سمت شرق به نوار مرزی جمهوری آذربایجان محدود می‌شود.

## جمعیت
بر اساس نتایج سرشماری نفوس و مسکن سال ۱۳۸۵ روستای مشهدلو دارای ۱۷ خانوار با ۶۳ نفر جمعیت بوده است که ۳۱ نفر از آنان مرد و ۳۲ نفر زن بوده است. همچنین در این سال ۲۶ نفر از مردان و ۱۸ نفر از زنان روستا باسواد بوده ۵ نفر محصل گزارش شده است. در سرشماری سال ۱۳۹۰ روستای مشهدلو دارای ۱۲ خانوار با ۴۵ نفر جمعیت ثبت شده است که نسبت به سرشماری قبلی ۱۸ نفر کاهش جمعیت داشته است.

## نگارخانه تصاویر

«Photos
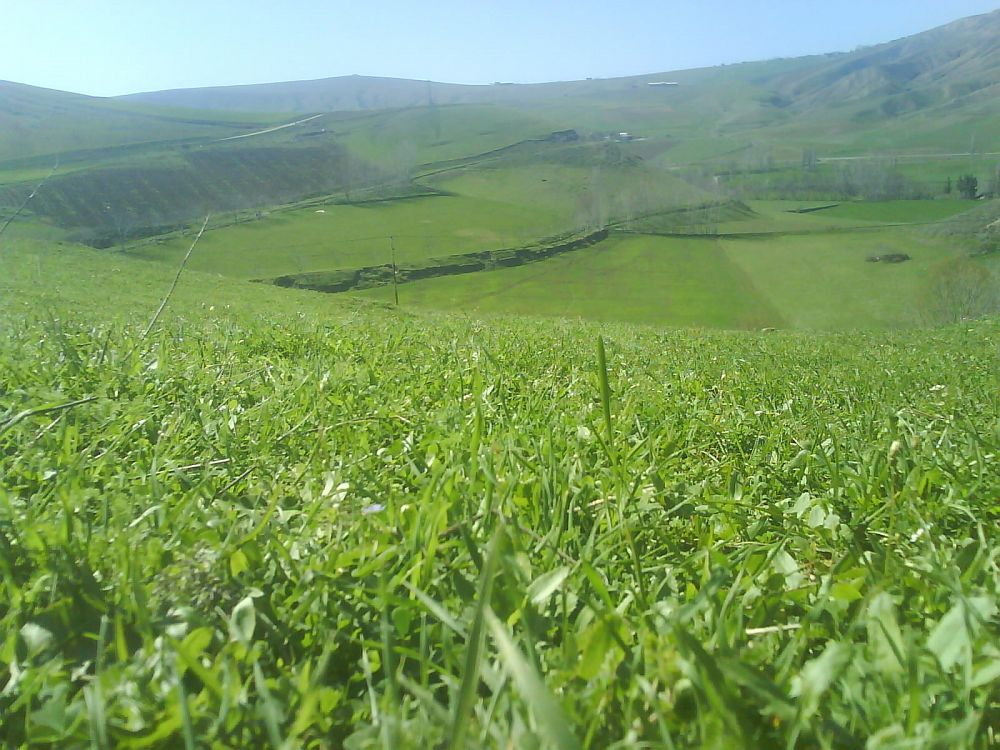
طبیعت روستای مشهدلو